# Zygmunt Pancewicz
Zygmunt Pancewicz (ur. 23 stycznia 1923 w Terespolu, zm. 28 stycznia 2008 w Warszawie) – polski inżynier spawalnictwa, prof. dr. hab. Wydziału Inżynierii Lądowej Politechniki Warszawskiej oraz profesor Akademii Rolniczo-Technicznej w Olsztynie.

## Życiorys
Syn Juliana. Ukończył szkołę średnią w Białej Podlaskiej, po maturze kontynuował naukę na Wydziale Inżynierii Politechniki Warszawskiej w lubelskiej filii tej uczelni. Pracę magisterską obronił w 1950 i przeniósł się do Warszawy, dziewięć lat później uzyskał stopień doktora nauk technicznych. W 1962 przedstawił pracę habilitacyjną, w 1970 uzyskał tytuł profesora nadzwyczajnego, a osiem lat później profesora zwyczajnego. Należał do grona organizatorów Wydziału Budownictwa Lądowego w lubelskiej Wyższej Szkole Inżynierskiej, gdzie przez dwadzieścia lat dojeżdżał, aby prowadzić wykłady. Pełnił tam przez jedenaście lat funkcję przewodniczącego komisji egzaminów dyplomowych, był promotorem ponad stu prac dyplomowych. Od 1981 przez dwanaście lat kierował Zakładem Konstrukcji Metalowych na Wydziale Inżynierii Lądowej w Warszawie.
Zmarł w Warszawie, spoczywa na Starym cmentarzu na Służewie, przy kościele św. Katarzyny (kwatera 1-1-52).

## Ordery i odznaczenia
- Krzyż Oficerski Orderu Odrodzenia Polski
- Krzyż Kawalerski Orderu Odrodzenia Polski
- Złoty Krzyż Zasługi (28 września 1956)[1]
- Medal 10-lecia Polski Ludowej (19 stycznia 1955)[3]
- Medal Komisji Edukacji Narodowej
- Medal Nauka w Służbie Ludu
- Złota Odznaka Honorowa Zasłużony dla Lublina
- Honorowa Odznaka Zasłużony dla Lubelszczyzny